# Papeles de Panamá

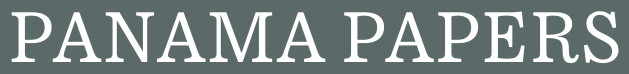
Tipografía usada por el diario Süddeutsche Zeitung desde la primera publicación.

Países con políticos implicados directa o indirectamente en los papeles de Panamá.

Panama Papers (en español «Papeles de Panamá») denomina a la filtración informativa de documentos confidenciales de la desaparecida firma de abogados panameña Mossack Fonseca, servicios consistentes en fundar y establecer compañías inscritas en un paraíso fiscal de tal modo que «oculten la identidad de los propietarios».
Los primeros resultados de la investigación periodística fueron presentados simultáneamente el 3 de abril de 2016 por 109 medios de comunicación (periódicos, canales de televisión y plataformas digitales) en 76 países. El 9 de mayo de 2016 el ICIJ publicó la base de datos completa, que funciona bajo licencia Open Database License (ODbL, v1.0) y sus contenidos fueron liberados bajo licencia Creative Commons Atribución-CompartirIgual 3.0 Unported (CC BY-SA3.0).

## Trasfondo

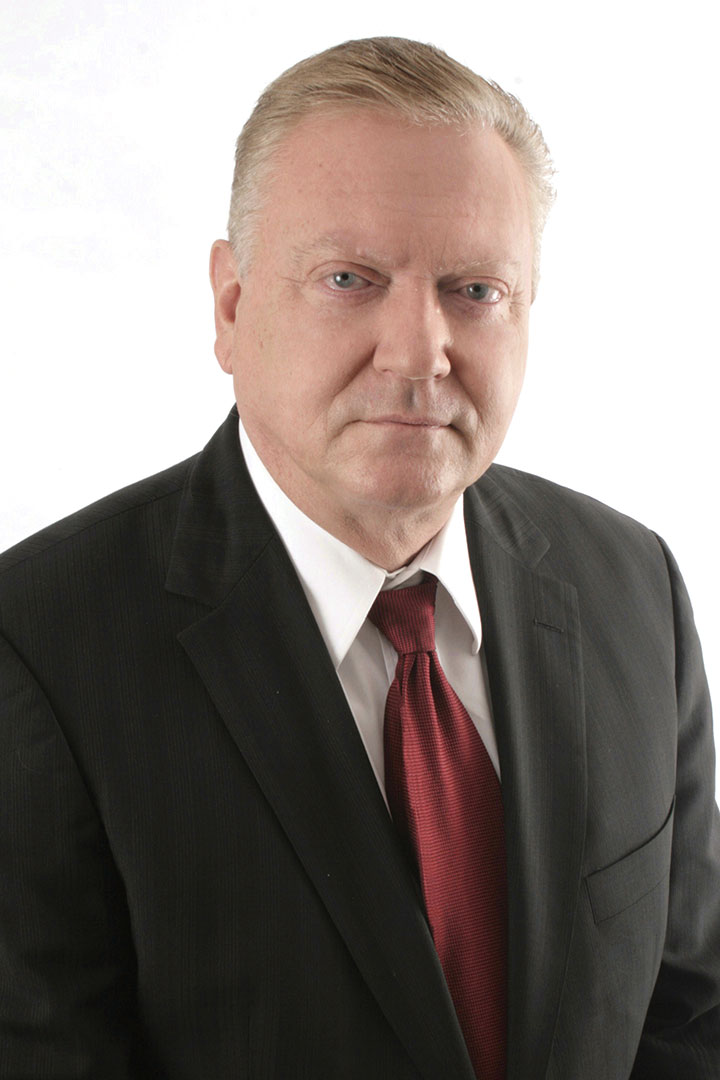
Jürgen Mossack.

## Personas implicadas

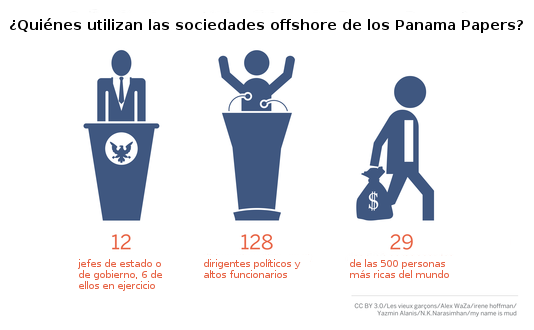
Infografía publicada en el sitio web del periódico Le Monde (rótulos traducidos al español)